# Григор Костадинов
Григор Янев (Попянев) Костадинов е български общественик и просветен деец.

## Биография
Григор Костадинов е роден в 1893 година в пиринското село Ощава, в Османската империя, днес в България, в семейството на Яне Костадинов и Анастасия. Учи в Мелнишкото българско училище и в педагогическото училище в Сяр.
След Първата световна война е учител в Ощава и е в основата на превръщането му в прогимназия в 1922 година, като е неин директор до 1930 година. Костадинов е сред основателите на Кредитна кооперация „Братски труд“ и е неин председател от 1924 до 1939 година, а от 1940 до 1952 година е неин почетен председател. Синът му Васил (1923 - 1989) е деец на Работническия младежки съюз Българската комунистическа партия, а след 1944 г. е ятак на Четата на Герасим Тодоров, лежи 8 години в затвора.